# 吉田恭子 (ヴァイオリニスト)
吉田 恭子（よしだ きょうこ、1974年1月11日 - ）は、日本のヴァイオリニスト。
桐朋女子高等学校音楽科、桐朋学園大学音楽学部卒業。イギリス・ギルドホール音楽大学院修了。アーロン・ローザンド、江藤俊哉、滝沢達也らに師事。

## 音楽活動
ソリストとして、読売日本交響楽団、日本フィルハーモニー交響楽団、新日本フィルハーモニー交響楽団、東京交響楽団、大阪フィルハーモニー交響楽団などと共演。
リサイタルのほか、2003年から、主に小中学生を対象とした巡回教育プログラム「ふれあいコンサート」シリーズを、ピアニストの白石光隆、チェリストの渡部玄一らと展開している（約300公演、7万人超が参加）。また、いわさきちひろの映像とのコラボレーション・コンサート「いわさきちひろと吉田恭子の世界」を行っている。
2011年から、夏に開催されるYEKアカデミー「若い芽のアンサンブル in 軽井沢」実行委員長を務めている。

## ディスコグラフィー
- Kyoko Yoshida plays The Beatles（2001年6月21日）
- Sea Shell ～ ヴァイオリン名曲集（2001年6月21日）
- メンデルスゾーン：ヴァイオリン協奏曲 サラサーテ：ツィゴイネルワイゼン（2002年9月26日）
- ノスタルジア（2004年9月8日）
- 祈り～Preghiera（2006年9月6日）
- PASSION～華麗なるポロネーズ（2007年9月5日）
- Grand Waltz ～グランド・ワルツ～（2008年9月17日）
- チャイコフスキー：ヴァイオリン協奏曲＆瞑想曲集（2009年9月16日）
- Romanza（2016年3月23日）